# هجوم ريف دمشق (سبتمبر–نوفمبر 2013)
هجوم ريف دمشق كان هجوم لقوات الحكومة السورية وحلفائها في محافظة ريف دمشق التي بدأت في منتصف سبتمبر 2013 كجزء من الحرب الأهلية السورية.

## الخلفية
كان الجيش السوري قد تعرض للتهديد بسبب تدخل غربي بعد هجمات الغوطة في العام 2013 حيث أعيد توطينه في أوائل سبتمبر. بمجرد الانتهاء من التهديد شن الجيش هجوما جديدا على مواقع المتمردين خاصة في الضواحي الجنوبية لدمشق.

## الهجوم

### تأمين طريق المطار والسيدة زينب
في 10 سبتمبر قامت الميليشيات العسكرية والميليشيات الموالية للحكومة بالدفع إلى برزة في محاولة للاستيلاء على المنطقة حيث شنت ثلاث غارات جوية على الضاحية. كما هاجمت القوات الحكومية ضاحية دير سلمان الشرقية بالقرب من مطار دمشق الدولي.
في 14 سبتمبر أطلق النار على الصحفي الكولومبي ويليام بارا في ساقه من قبل قناص متمرد في حرستا أثناء تغطيته لقناة تيليسور.
في 19 سبتمبر استعاد الجيش السوري السيطرة على مدينة شبعا الاستراتيجية بالقرب من العاصمة بعد قتال عنيف. كما ضم الجيش الطريق إلى مطار دمشق الدولي واستعاد السيطرة على الطرق الاستراتيجية المؤدية إلى ضريح السيدة زينب.

### تقدم الجيش في الغوطة الغربية
في 9 أكتوبر هاجم حزب الله والمقاتلون الشيعة العراقيون المدعومون بالمدفعية والغارات الجوية والدبابات مدينة الشيخ عمر على أطراف دمشق الجنوبية. في 11 أكتوبر استولت قوات الجيش والمقاتلين الشيعة الموالين للحكومة على الضريحين الجنوبيين للثيابية والحسينية بالقرب من دمشق مما أسفر عن مقتل 70 شخصا على الأقل. أدى الاستيلاء على المدن الثلاث الواقعة بين الطريقين الرئيسيين المؤديين إلى الأردن إلى تعزيز الحكومة على خطوط الإمداد الرئيسية ووضع مزيد من الضغوط على المتمردين المحاصرين في منطقة الغوطة الشرقية.
في 16 أكتوبر استولى الجيش بمساعدة حزب الله والمسلحين الشيعة العراقيين من لواء أبو الفضل العباس على مدينة بويدا الاستراتيجية جنوب دمشق.
في 23 أكتوبر أغلق الجيش أي طرق تهريب متبقية في الغوطة الشرقية وكثف حصاره على المنطقة. في هذه المرحلة كانت هناك مؤشرات على أن الجيش يستعد لبدء مرحلة جديدة من هجومه والتي ستستهدف منطقة الغوطة الغربية جنوب دمشق.
في 24 أكتوبر استولى الجيش على بلدة حطيطات التركمان الواقعة جنوب شرق دمشق على طول طريق مطار دمشق الدولي. بعد ساعات فقط قتل نحو 40 متمردا من جبهة النصرة ولواء الإسلام في كمين نصبه الجيش السوري بالقرب من بلدة العتيبة شمال شرق المطار الدولي.
في 30 أكتوبر سمح لعملية نفذها الهلال الأحمر السوري بالتنسيق مع السلطات السورية والمتمردين بإجلاء 800 مدني من معضمية الشام وهي مدينة متمردة محاصرة من قبل الجيش. قبل بضعة أيام سمحت عملية أخرى بخروج 3000 مدني.
في 1 نوفمبر هاجم الجيش السوري بدعم من مقاتلي حزب الله وتقدم في منطقة سبنة. في اليوم التالي قصف الجيش سبنة بينما تقدم الجيش في برزة.
في 7 نوفمبر استعاد الجيش المدعوم من حزب الله ولواء العباس وقوات الدفاع الوطني بلدة سبنة الرئيسية جنوب دمشق. قال ناشط معارض: «إن التقدم العسكري على الأرض دون شك لأن المناطق محاصرة منذ فترة طويلة وهذا أمر طبيعي». كما ألقى مدير المعارضة المعارض عبد الرحمن اللوم على «الانقسامات داخل المتمردين».
في 10 نوفمبر شنت القوات الحكومية هجوما على هيجيرا وعقربة. بعد ظهر اليوم تقدم الجيش وحلفاؤه في حجيرة البلد في حين شن الجيش هجوما على مواقع المتمردين في الحجر الأسود.
في 11 نوفمبر حقق الجيش مكاسب في برزة باستيلائها على أجزاء كبيرة من الحي. كما دمرت وحدات الجيش نفقا تحت الحي.
في 12 نوفمبر أفاد مسؤولون فلسطينيون أنه تم التوصل إلى هدنة لإنهاء القتال في مخيم اليرموك للاجئين الفلسطينيين غير أنه لا يزال يجري الإبلاغ عن اشتباكات. تم التأكيد على ان ممثلي منظمة التحرير الفلسطينية موجودون في دمشق لاجراء محادثات مع المسؤولين الحكوميين. كان الهدف هو التوصل إلى اتفاق ينسحب بموجبه الجيش وقوات المتمردين من المخيم وبعدها تتولى الشرطة السورية السيطرة على الأمن في المخيم بينما ستنشأ نقاط تفتيش للجيش على مشارفها. في الآونة الأخيرة تمكنت القوات الحكومية من التقدم بضع مئات من الأمتار في المخيم ولكن المتمردين ما زالوا محاصرين داخله. أصبح موقف المتمردين صعبا بشكل متزايد في الأسابيع الماضية بسبب تقدم الجيش الذي هدد بقطع خطوط إمداد المتمردين.
في 13 نوفمبر استولت القوات الحكومية على معظم هجيرة مع تواجد بعض جيوب المقاومة. تراجع المتمردون من هيجيرا إلى الحجر الأسود وفقدوا غطائهم الحضري. ومع ذلك فإن دفاعاتهم في المناطق المحاصرة أقرب إلى قلب دمشق ما زالت صلبة.
في 15 نوفمبر استولت القوات الحكومية على معظم بابيلا ويلدا إلى الشرق من الحجر الأسود. ومع ذلك أفادت وكالة الأنباء السورية عن استمرار القتال في يلدا في 19 نوفمبر وقناة برس تي في الإيرانية الموالية لبشار الأسد ذكرت اشتباكات عنيفة في المنطقة يوم 21 نوفمبر مدعية أن عشرات المتمردين قتلوا أو جرحوا من قبل قوات الحكومة.
بحلول 16 نوفمبر كان أكثر من 70 في المئة من حرستا تحت سيطرة الجيش. في اليوم التالي وفقا لمجموعة الناشطين المعارضين في المرصد السوري لحقوق الإنسان وثلاثة جنرالات وعميد من بين 31 جنديا قتلوا في هجوم بالقنابل تسبب في انهيار مبنى في قاعدة نقل الجيش في حرستا. بعد ذلك بيومين ارتفع عدد الجنود الذين قتلوا في انفجار القنبلة إلى 68.
في 22 نوفمبر استولت القوات الحكومية على بلدة حطيطة في ريف دمشق.

### هجوم المتمردين المضاد في الغوطة الشرقية
في 22 نوفمبر حاولت قوات المتمردين كسر الحصار عن الغوطة الشرقية من خلال مهاجمة بلدة العتيبة وسلسلة من نقاط التفتيش العسكرية التي تطوق ضواحي دمشق التي تسيطر عليها المعارضة. أسفر القتال على مدى ثلاثة أيام عن مقتل 194 مقاتلا. من بين القتلى 115 متمردا بينهم سبعة من قادة الكتيبة و 79 مقاتلا حكوميا. كان 50 من المتمردين القتلى من الجهاديين بينما كان 20 من المقاتلين المؤيدين للحكومة أعضاء في جماعة عراقية شيعية وخمسة من عناصر حزب الله. قتل سبعة من نشطاء وسائل الإعلام المعارضة أثناء تغطية القتال.
بحلول 25 نوفمبر تمكن المتمردون من الاستيلاء على عدة قرى صغيرة ونقاط تفتيش غير أن الحصار ما زال قائما. وفقا لمصدر عسكري استولى المتمردون على سبع قرى لكن الجيش استعاد ثلاثة منهم وما زالت قوات المعارضة تحاول الاستيلاء على العتيبة. استمر القتال أيضا حول بلدة مرج السلطان التي يسيطر عليها المتمردون. كما أكد مصدر لحزب الله أن المتمردين استولوا على عدة قرى ومواقع لحزب الله بعد تعرض وحداتهم لهجوم بالموجة البشرية قام به مئات المقاتلين المتمردين. بعد تقدم المتمردين تم تعبئة قوات خاصة من حزب الله من بيروت وأرسلوا إلى المعركة. أكد المجلس أن حزب الله أرسل مئات المقاتلين لتعزيز الجيش في محاولة لصد هجوم المتمردين.
في 26 نوفمبر ضرب الجيش مرج السلطان بخمس صواريخ أرض - أرض.
في 27 نوفمبر ظلت الحالة في الغوطة الشرقية غير واضحة. ادعت عدة مواقع معارضة على الإنترنت تقدم المتمردين في المنطقة. إلا أن نشطاء الإعلام المعارضين على الأرض في الغوطة الشرقية نفوا المزاعم وذكروا أن قوات المعارضة ما زالت محاصرة. في الوقت نفسه قتل 17 مقاتلا من المتمردين في القتال في بلدة معضمية القلمون في الغوطة الغربية.
في 28 نوفمبر قتل 11 متمردا آخر وثلاثة من مقاتلي حزب الله في منطقة مرج.
في الفترة ما بين 25 و 28 نوفمبر قتل أكثر من 135 مقاتلا متمردا وأكثر من 85 جنديا حكوميا وميليشيا في الهجوم من بينهم خمسة أعضاء من المجموعة العراقية المؤيدة للحكومة التي ألقي القبض عليهم وقتلوا من قبل المقاتلين الجهاديين. وصل عدد ضحايا حزب الله في الاشتباكات إلى 16 قتيلا منذ 22 نوفمبر وفقا لما ذكره المرصد السوري لحقوق الإنسان حيث يبلغ العدد الإجمالي للجانبين حوالي 410. ومع ذلك وفقا لقائد حزب الله في بيروت فإن 21-40 من مقاتلو حزب الله قتلوا في القتال بحلول 25 نوفمبر بينما قالت مصادر أمنية لبنانية أن 25 من عناصر ميليشيا حزب الله توفيوا في الأسبوع السابق بينهم أربعة قتلوا خلال هجوم الجيش في جبال القلمون. قتل أيضا أبرز قادة حزب الله في ريف دمشق وسام شرف الدين.
وفقا لوسائل الإعلام اللبنانية قتل 1,000 متمرد خلال هجوم المعارضة في الغوطة الشرقية بما في ذلك كبار القادة العسكريين.

## فيما بعد - مجزرة عدرا وكمين العتيبة
في 11 ديسمبر تسللت الجبهة الإسلامية المتمردة وجبهة النصرة المنطقة الصناعية في بلدة عدرا شمال شرق دمشق حيث هاجمت المباني التي يسكنها العمال وأسرهم. استهدف المتمردون العلويون والدروز والمسيحيون والشيعة وقتلوهم على أساس طائفي. بعض الناس أصيبوا بالرصاص بينما قطع رأسهم الآخر. استمرت عمليات القتل في اليوم التالي. ما بين 19-40 مدني من الأقليات قتلوا بينما استولى المتمردون على الجزء الصناعي من عدرا. قتل أيضا 18 من الميليشيات الموالية للحكومة بينهم خمسة من أعضاء جيش التحرير الفلسطيني. قتل العديد من المتمردين عندما فجر رجل شيعي نفسه معهم ومع أسرته بعد محاولة المتمردين قتلهم.
في 13 ديسمبر حاصر الجيش العسكري عدرا وبدأ عملية لإخراج مقاتلي المتمردين من المنطقة مما أدى إلى تقدم في المدينة خلال النهار. اعتبارا من اليوم التالي كانت العملية لا تزال مستمرة.
بحلول 15 ديسمبر أكد عدد المدنيين الأقلية الذين قتلوا في هجوم المتمردين على عدرا ارتفع إلى 32.
في 26 فبراير 2014 قتل نحو 152-175 متمردا في كمين واحد بالقرب من العتيبة. تم أسر سبعة آخرين على الأقل.